# 오발라우섬

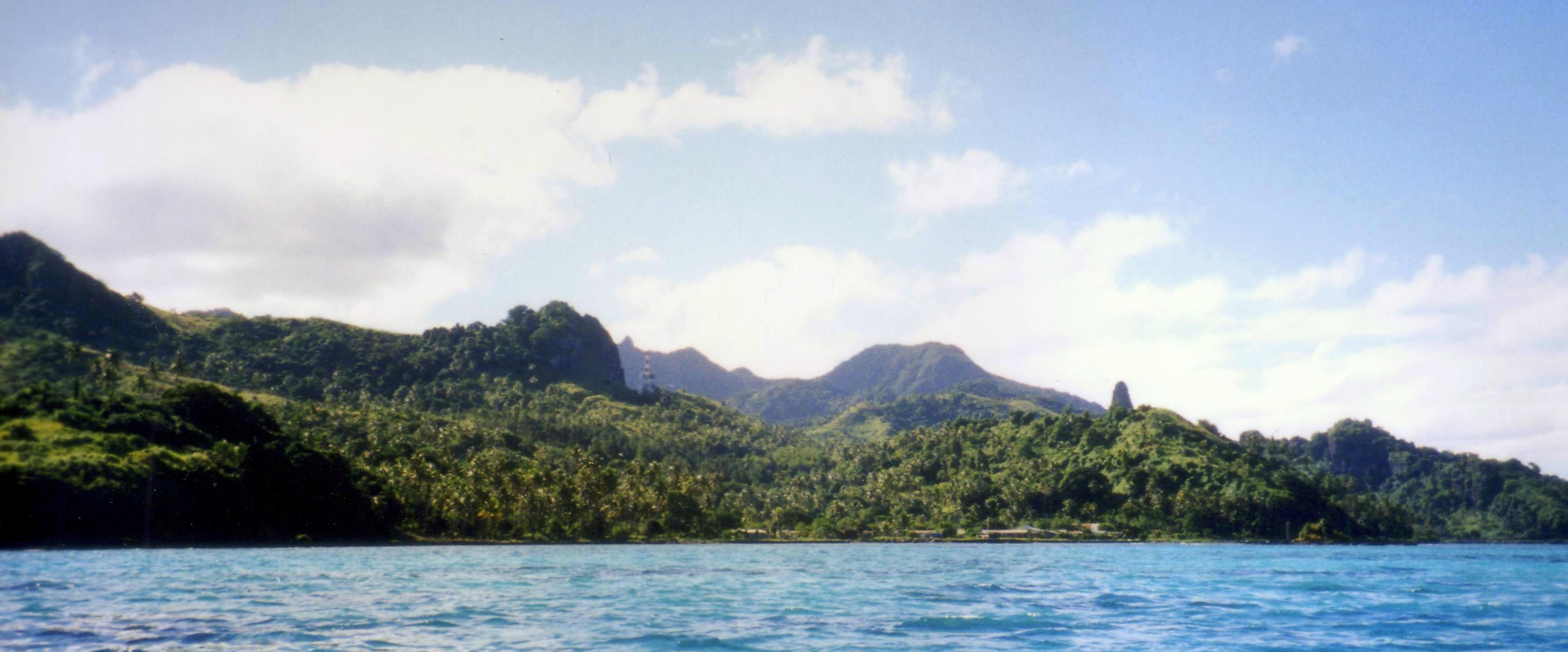
오발라우섬

오발라우섬(Ovalau)은 피지에서 여섯 번째로 큰 섬으로, 로마이비치 제도에서 가장 큰 섬이다. 수바(피지의 수도)에서 북동쪽으로 약 60km 정도 떨어져 있는 곳에 위치하고 있고 길이는 13km, 넓이는 10km이며 면적은 102.3km2, 인구는 9,000명이다.
섬에는 24개 시와 마을이 있는데 그 중에서 가장 큰 곳은 레부카로, 과거 피지의 수도이기도 했던 곳이다.

## 사진

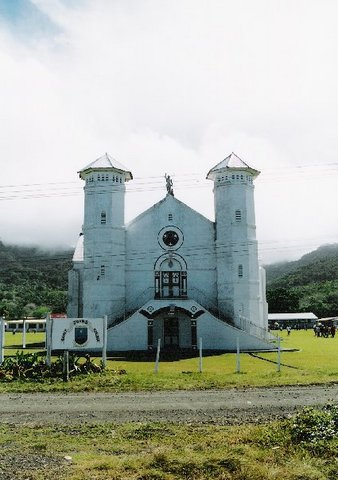
오발라우섬에 있는 세인트 존스 교회
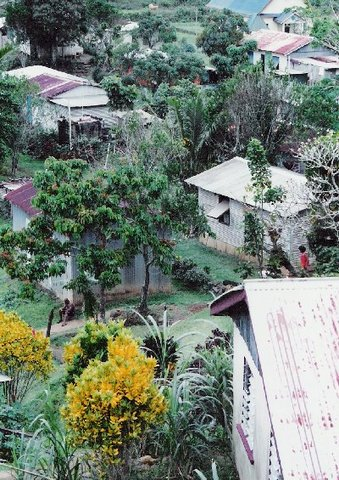
오발라우섬 중부에 있는 로보니 마을